# Louis Grodecki
Louis Grodecki (Varsavia, 18 luglio 1910 – Parigi, 28 marzo 1982) è stato uno storico dell'arte francese.
Allievo di Henri Focillon dal 1929, nel 1952 assunse il ruolo di conservatore del Musée des plans-reliefs di Parigi. Dal 1961 al 1969 insegnò all'università di Strasburgo e dal 1970 all'università di Parigi. Grodecki è famoso per i suoi studi sulle vetrate romaniche, di Parigi, della Piccardia e della regione Nord-Passo di Calais. Le sue opere più importanti riguardano le vetrate della cattedrale di Chartres, in particolare un catalogo completo che non ha mai terminato. Tra le sue opere: L'architecture ottonienne (1958); Les vitraux de la Sainte-Chapelle de Paris (1959); Chartres (1963); Le siècle de l'An Mil (1973); Architettura gotica (1976). Dal 1974 è stato a capo del comitato internazionale per il Corpus Vitrearum Medii Aevi.